# Ronald Salmon Crane
Ronald Salmon Crane (ur. 5 stycznia 1886 w Tecumseh, zm. 27 sierpnia 1967 w Chicago) – amerykański krytyk literacki i literaturoznawca.

## Życiorys
Studia odbywał na uniwersytetach Michigan i Pennsylwania. Na tym drugim doktoryzował się w 1911. Od 1911 do 1924 wykładał literaturę angielską na Northwestern University, a potem na University of Chicago (1925-1947). Od 1932 do 1952 był redaktorem czasopisma Modern Philology. Przewodził tzw. szkole chicagowskiej, a także był redaktorem jej programowej pracy z 1952, zatytułowanej Critics and Criticism. Ancient and Modern. Szkoła ta nawiązywała do Poetyki Arystotelesa. Polemizował z neokrytyką i literackimi interpretacjami mitograficznymi. W 1953 wydał pracę (zbiór swoich wykładów) The Languages of Criticism and the Structure of Poetry, w której poparł "wielorakość języków krytycznych" umożliwiającą dogłębniejsze badania dzieł literackich.